# Громадянська війна в Афганістані (1996—2001)
Громадянська війна в Афганістані (1996—2001) — збройний конфлікт на території Афганістану, що став продовженням попередньої громадянської війни після опанування Талібаном Кабулу та проголошення 27 вересня 1996 року Ісламського Емірату Афганістан. Завершенням вважається початок вторгнення американських та британських військ до Афганістану.
У вересні 1994 року на півдні Афганістану зародився рух повстанців, який згодом отримав назву Талібан (пушту طالبان, «студенти»). Незабаром рух Мухаммеда Омара узяв під свій контроль 12 з 34 провінцій Афганістану. У лютому 1995 року Талібан, захопивши Газні та провінцію Вардак, підступив до Кабула. 27 вересня 1996 року Талібан, контролюючи вже значні території західного, південного та східного Афганістану, здобув Кабул і проголосив про створення Ісламського Емірату Афганістан.
На території контрольованих ними районах, таліби нав'язували своє фундаменталістське тлумачення ісламу, видаючи постанови, що забороняли жінкам працювати поза домом, відвідувати школу або залишати свої будинки, якщо їх не супроводжував родич чоловіків.
Шах Масуд і Дустум, колишні затяті вороги, змушені були піти на мирову, створивши Об'єднаний фронт боротьби проти талібів, широко відомий як Північний альянс. Окрім таджицьких сил Массуда та узбеків Дустума, Об'єднаний фронт включав формування газарейців та пуштунські сили під керівництвом командувачів, таких як Абдул Хак і Хаджі Абдул Кадір. Північний альянс розпочав отримувати різнопланову допомогу від Росії, Ірану, Таджикистану та Індії. 1998 році таліби захопили Мазарі-Шариф, Дустум втік у вигнання.
Поступово протистояння між сторонами, що воювали, ставало все кривавішим. Після взяття Мазарі-Шаріфа і Баміана таліби почали масові розстріли узбеків і газарейців. За даними ООН, у період з 1996 до 2001 року Талібан провів щонайменше 15 масових страт, вбиваючи тисячами мирних мешканців, у першу чергу газарейців-шиїтів.
До кінця 1998 року під контролем Талібану опинилося 90 % території Афганістану, Північний альянс контролював лише одну провінцію.